# Tuncay Şanlı
Tuncay Şanlı (Sacaria, 16 de janeiro de 1982) é um ex-futebolista turco que atuava como atacante.

## Carreira

### Sakarya
Nascido em 16 de janeiro de 1982, na cidade Sacaria, na Turquia, Tuncay iniciou a sua carreira futebolística no Sakarya, clube turco da TFF 1. Lig (segunda divisão), criando um impacto tão grande que despertou a atenção de vários clubes.

### Fenerbahçe
Em 2002, ainda com 20 anos, foi contratado por um dos mais respeitados clubes do seu país, o Fenerbahçe. Nas cinco temporadas em que atuou pelos Canários Amarelos foi autor de gols extraordinários, que foram extremamente importantes para a sua equipe.

### Middlesbrough e Stoke City
Em junho de 2007 foi contratado pelo Middlesbrough, da Inglaterra. Com o rebaixamento do clube à segunda divisão inglesa, foi anunciado pelo também inglês Stoke City em agosto de 2009. No Stoke rapidamente firmou-se como titular, atuando pelos flancos e agradando os torcedores com seus belos gols e assistências.

### Wolfsburg
Já no dia 31 de janeiro de 2011, foi anunciado pelo Wolfsburg, da Alemanha.

### Bolton Wanderers
Em agosto de 2011 foi emprestado ao Bolton Wanderers, mas não conseguiu evitar o rebaixamento do clube na Premier League.

## Estatísticas

### Seleção Turca
| #   | Data                   | Local                 | Adversário     | Gol marcado | Resultado | Competição                     |
| --- | ---------------------- | --------------------- | -------------- | ----------- | --------- | ------------------------------ |
| 1.  | 19 de junho de 2003    | Saint-Étienne, França | Estados Unidos | 2–1         | 2–1       | Copa das Confederações de 2003 |
| 2.  | 26 de junho de 2003    | Paris, França         | França         | 2–3         | 2–3       | Copa das Confederações de 2003 |
| 3.  | 28 de junho de 2003    | Saint-Étienne, França | Colômbia       | 1–0         | 2–1       | Copa das Confederações de 2003 |
| 4.  | 30 de março de 2005    | Tbilisi, Geórgia      | Geórgia        | 5–2         | 5–2       | Eliminatória da Copa de 2006   |
| 5.  | 8 de junho de 2005     | Almaty, Cazaquistão   | Cazaquistão    | 4–0         | 6–0       | Eliminatória da Copa de 2006   |
| 6.  | 8 de junho de 2005     | Almaty, Cazaquistão   | Cazaquistão    | 5–0         | 6–0       | Eliminatória da Copa de 2006   |
| 7.  | 16 de novembro de 2005 | Istambul, Turquia     | Suíça          | 1–1         | 4–2       | Eliminatória da Copa de 2006   |
| 8.  | 16 de novembro de 2005 | Istambul, Turquia     | Suíça          | 2–1         | 4–2       | Eliminatória da Copa de 2006   |
| 9.  | 16 de novembro de 2005 | Istambul, Turquia     | Suíça          | 4–2         | 4–2       | Eliminatória da Copa de 2006   |
| 10. | 24 de maio de 2006     | Genk, Bélgica         | Bélgica        | 3–2         | 3–3       | Amistoso                       |
| 11. | 7 de outubro de 2006   | Budapeste, Hungria    | Hungria        | 1–0         | 1–0       | Eliminatórias EURO 2008        |
| 12. | 11 de outubro de 2006  | Frankfurt, Alemanha   | Moldávia       | 5–0         | 5–0       | Eliminatórias EURO 2008        |
| 13. | 24 de março de 2007    | Pireu, Grécia         | Grécia         | 1–1         | 4–1       | Eliminatórias EURO 2008        |
| 14. | 26 de março de 2008    | Minsk, Bielo-Rússia   | Bielorrússia   | 1–1         | 2–2       | Amistoso                       |
| 15. | 29 de maio de 2008     | Duisburg, Alemanha    | Finlândia      | 1–0         | 2–0       | Amistoso                       |
| 16. | 6 de setembro de 2008  | Yerevan, Arménia      | Armênia        | 1–0         | 2–0       | Eliminatória da Copa de 2010   |

## Títulos
Fenerbahçe
- Süper Lig: 2003–04, 2004–05 e 2006–07

### Prêmios individuais
- Bola de Prata da Copa das Confederações FIFA de 2003
- Chuteira de Prata da Copa das Confederações FIFA de 2003